# Młot parowo-powietrzny

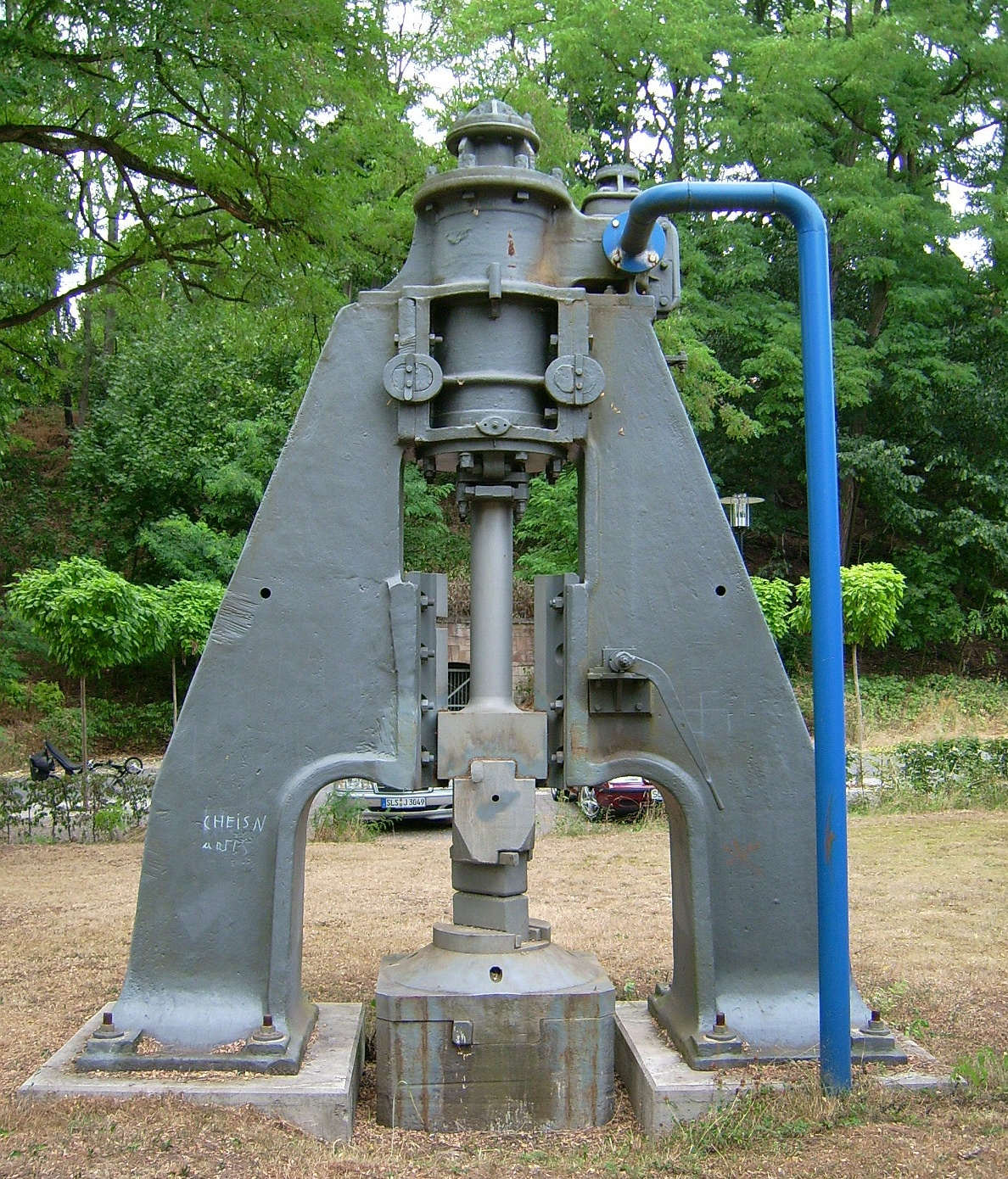

Młot parowo-powietrzny – typ młota kafarowego wykorzystującego energię ciśnienia pary.
Rodzaje:
- jednostronnego działania (bijak podnoszony ciśnieniem pary, a następnie spadający swobodnie); masa bijaka do 20 ton
- dwustronnego działania (cykl unoszenia i uderzenia wykonywany ciśnieniem pary) stosowane najczęściej do wbijania elementów stalowych, gdzie wymagana jest większa częstość uderzeń przy niewielkiej energii
- różnicowego działania (stosowane najczęściej do prac pod wodą, bijak do 20 ton).

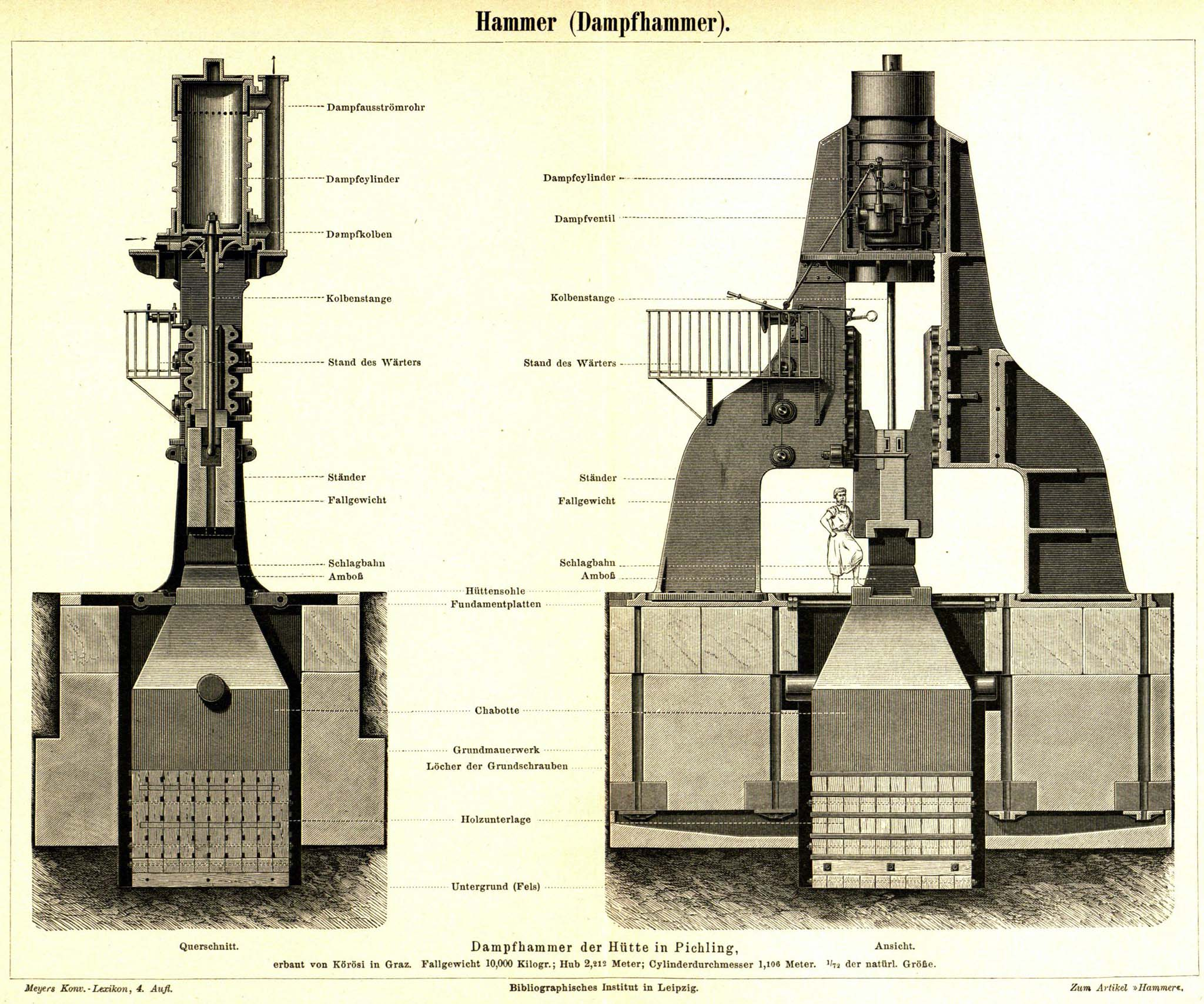